# 東郷球子
東郷 球子（とうごう たまこ、のちに財部（たからべ）、1916年7月24日 - 1967年12月12日）は日本の元フィギュアスケート選手。祖父は海軍中将の東郷正路。

## 経歴
1933年に女子のジュニア選手権として初めて開催された第4回全日本ジュニア選手権で2位。翌年の第5回全日本ジュニア選手権でも2位となる。
1935年の第6回全日本選手権で2位となる。1935年11月の第4回冬季オリンピック大会の選手決定競技会で稲田悦子に次ぐ2位となり、オリンピック出場はできなかった。翌年の1936年の第7回全日本選手権では1位となり、女子では2代目の全日本チャンピオンとなる。

## 主な戦績
| 大会/年          | 1932-33 | 1933-34 | 1934-35 | 1935-36 |
| ---------------- | ------- | ------- | ------- | ------- |
| 明治神宮体育大会 |         |         |         | 1       |
| 全日本選手権     |         |         | 2       | 1       |
| 全日本Jr.選手権  | 2       | 2       |         |         |